# Абросимова, Тамара Михайловна
Тамара Михайловна Абросимова (род. 11 ноября 1939) — советская и российская актриса театра и кино, народная артистка РСФСР (1988).

## Биография
Тамара Михайловна Абросимова родилась 11 ноября 1939 года в Ленинграде.
Занималась в отделе художественного воспитания Ленинградского Дворца пионеров (педагог Музалёв Б. Ф.)
.
В 1963 году Тамара Абросимова окончила Школу-студию МХАТ (курс В. К. Монюкова).
После окончания Школы-студии МХАТ Тамара Абросимова поступила в Театр им. В. Ф. Комиссаржевской.

## Звания и награды
- Заслуженная артистка РСФСР (1978)
- Народная артистка РСФСР (1988)
- Благодарность Президента Российской Федерации (12 февраля 2015 года) — за заслуги в развитии отечественной культуры, туризма и многолетнюю плодотворную деятельность[4]

## Творчество

### Роли в театре

#### Академический драматический театр имени В. Ф. Комиссаржевской
- «Насмешливое моё счастье» — Мария Павловна
- «Если бы небо было зеркалом» — Хатиа
- «Театральная комедия» — Лиза
- «Продавец дождя» Ричарда Нэша — Лиззи
- «Царь Фёдор Иоаннович» — Ирина
- «Пять вечеров» А. Володина — Тамара
- 1996 — «Бульварная история» Альдо Николаи. Режиссёр: Валерий Гришко — Амбра[5]

### Фильмография
- 1965 — Старые друзья — Тоня
- 1966 — Не забудь... станция Луговая — старшая сестра Люси
- 1967 — Жизнь Матвея Кожемякина — Палага
- 1967 — Софья Перовская — Вера Фигнер
- 1968 — Зыковы — Павла, дочь Целованьевой
- 1973 — Про Витю, про Машу и морскую пехоту — пионервожатая
- 1974 — Последний день зимы
- 1976 — Сентиментальный роман —  мать Зои-младшей
- 1977 — Камыши
- 1978 — Возвращение на круги своя — Александра Львовна
- 1979 — Бал
- 1980 — Я — актриса — Мария Николаевна Комиссаржевская, мать Комиссаржевской
- 1987 — Среда обитания — Галина Анатольевна, жена Рожкина
- 1989 — Возвращение со звёзд — мать
- 1991 — Шаги императора — Екатерина II
- 2003 — Тайны следствия 3 — мать Дейнеги
- 2009 — Улицы разбитых фонарей — Фаина Петровна
- 2009 — Лиговка — эпизод
- 2010 — Пятая группа крови — Зоя Александровна, бабушка Юры, в прошлом певица
- 2012 — Личные обстоятельства (сериал) — мать Германа
- 2014 — Немного дольше (короткометражка) — Мара
- 2014 — Немного дольше
- 2017 — Игра в фантазию (документальный фильм) — камео
- 2019 — Шторм — мать Ольги Крюковой